# ویرینه
ویرینه (صربی: Virine}} یک منطقهٔ مسکونی در صربستان است که در Pomoravlje District واقع شده‌است.
 ویرینه  ۸۸۴ نفر جمعیت دارد.